# Trưng cầu dân ý về quốc kỳ New Zealand, 2015–2016
Hai cuộc trưng cầu dân ý đã được Chính phủ New Zealand tổ chức vào tháng 11 và 12 năm 2015 và tháng 3 năm 2016 để xác định quốc kỳ của quốc gia. Cuộc bỏ phiếu kết thúc với kết quả giữ lại quốc kỳ hiện tại của New Zealand.
Ngay sau khi thông báo trưng cầu dân ý, các lãnh đạo đảng đã xem xét dự thảo luật và chọn các ứng cử viên cho Hội đồng Xét duyệt Quốc kỳ (Flag Consideration Panel). Mục đích của nhóm này là công khai quy trình, tìm kiếm ý kiến đóng góp và đề xuất về quốc kỳ từ công chúng, đồng thời quyết định danh sách rút gọn cuối cùng. Đơn vị tư vấn mở và trưng cầu thiết kế đã thu được 10.292 đề xuất thiết kế từ công chúng, sau đó rút gọn thành "danh sách dài" gồm 40 thiết kế và sau đó là "danh sách rút gọn" gồm 4 thiết kế để tranh cử trong cuộc trưng cầu dân ý đầu tiên. Sau một bản kiến nghị, danh sách rút gọn sau đó đã được mở rộng để bao gồm một thiết kế thứ năm, Red Peak.
Cuộc trưng cầu dân ý đầu tiên diễn ra từ ngày 20 tháng 11 đến ngày 11 tháng 12 năm 2015 với câu hỏi: "Nếu quốc kỳ New Zealand thay đổi, bạn thích thiết kế nào hơn?" ("If the New Zealand flag changes, which flag would you prefer?"). Các cử tri đã lựa chọn một số mẫu cờ được Hội đồng Xem xét Quốc kỳ chọn ra. Lá cờ dương xỉ bạc màu đen, trắng và xanh lam của Kyle Lockwood (cờ Silver Fern) đã tiến tới cuộc trưng cầu dân ý lần thứ hai.
Cuộc trưng cầu dân ý thứ hai diễn ra từ ngày 3 đến ngày 24 tháng 3 năm 2016. Nó yêu cầu cử tri lựa chọn giữa phương án thắng cử trưng cầu lần thứ nhất (cờ dương xỉ bạc màu đen, trắng và xanh) và quốc kỳ New Zealand hiện tại.
Quá trình tiếp nhận và các thiết kế lọt vào vòng cuối bị chỉ trích gay gắt, không có sự nhiệt tình lớn nào được công chúng thể hiện. Từ tổng hợp các phân tích, mọi người nhất trí rằng cuộc trưng cầu dân ý là "một quá trình hoang mang dường như chỉ làm hài lòng một số ít người".

## Bối cảnh
New Zealand có lịch sử tranh luận về việc có nên thay đổi quốc kỳ hay không. Trong nhiều thập kỷ, các thiết kế thay thế đã được đề xuất với mức độ ủng hộ khác nhau. Không có sự đồng thuận giữa những người đề xuất thay đổi về việc thiết kế nào sẽ thay thế quốc kỳ.
Vào tháng 1 năm 2014, Thủ tướng John Key đã đưa ra ý tưởng trưng cầu dân ý về một quốc kỳ mới tại cuộc tổng tuyển cử năm 2014. Đề xuất này vấp phải nhiều phản ứng trái chiều. Sau đó vào tháng 3, Key tuyên bố rằng New Zealand sẽ tổ chức một cuộc trưng cầu dân ý trong vòng ba năm tới để hỏi liệu có nên thay đổi thiết kế quốc kỳ hay không, nếu Đảng Quốc gia được bầu lại nhiệm kỳ thứ ba. Sau cuộc bầu cử lại của Đảng Quốc gia, các chi tiết của cuộc trưng cầu dân ý đã được công bố.

### Các vấn đề pháp lý
Kết quả của cả hai cuộc trưng cầu dân ý đều mang tính ràng buộc, có nghĩa là lá cờ có nhiều phiếu bầu nhất trong cuộc trưng cầu dân ý thứ hai sẽ trở thành quốc kỳ chính thức của New Zealand. Trong trường hợp cuộc trưng cầu dân ý thứ hai có kết quả hòa, một giả định về hiện trạng sẽ được áp dụng.
Nếu một thiết kế cờ mới đã được chọn, giả sử không có vấn đề về sở hữu trí tuệ, Đạo luật Bảo vệ Quốc kỳ, Biểu tượng và Tên năm 1981 sẽ được cập nhật để phản ánh thiết kế mới trong sáu tháng kể từ ngày kết quả trưng cầu dân ý lần thứ hai được công bố (hoặc sớm hơn theo lệnh của Hội đồng). Quốc kỳ hiện tại sẽ vẫn là lá cờ chính thức cho đến lúc đó; ví dụ: quốc kỳ hiện tại sẽ được tung bay trong Thế vận hội Mùa hè 2016, bốn tháng sau khi cuộc trưng cầu dân ý thứ hai diễn ra, bất kể kết quả của cuộc trưng cầu dân ý thứ hai. Kết quả này sẽ không thay đổi quốc huy (có bao gồm quốc kỳ hiện tại), cờ quốc gia Māori, cờ của các quốc gia liên kết (Quần đảo Cook và Niue), hoặc Cờ hiệu đỏ New Zealand (cờ hàng hải), Cờ hiệu trắng (hải quân), (cả hai đều kết hợp Cờ Liên minh) và cờ dịch vụ cứu hỏa (dựa trên cờ hiện tại). Nó cũng sẽ không thay đổi vị thế của New Zealand với tư cách là một quốc gia quân chủ lập hiến trong Khối thịnh vượng chung Anh.

### Sử dụng quốc kỳ hiện tại
Nếu quốc kỳ được thay đổi, thì việc tiếp tục treo quốc kỳ hiện tại của New Zealand là hợp pháp, và lá cờ này sẽ được "công nhận là lá cờ có ý nghĩa lịch sử". Những lá cờ cũ sẽ dần được thay thế theo thời gian. Các tài liệu chính thức sử dụng lá cờ hiện tại, chẳng hạn như giấy phép lái xe, tất nhiên sẽ bị loại bỏ dần – trong trường hợp giấy phép lái xe, điều này sẽ xảy ra khi giấy phép được gia hạn và do đó sẽ được sử dụng đến 10 năm.
Các tàu của Chính phủ New Zealand và các tàu phi chính phủ treo cờ New Zealand (thay vì Cờ hiệu đỏ New Zealand) sẽ có thêm sáu tháng để đổi cờ của họ sang thiết kế mới. Các tàu treo Cờ hiệu đỏ New Zealand và các tàu thuộc Lực lượng Quốc phòng New Zealand sẽ không bị ảnh hưởng bởi bất kỳ sự thay đổi quốc kỳ nào, cũng như bất kỳ tàu nào có trụ sở tại New Zealand đã đăng ký ở nước ngoài.

### Chi phí chuyển đổi
Chi phí ước tính để chuyển đổi cờ chính phủ và đồng phục của Lực lượng Quốc phòng là khoảng 2,69 triệu USD. Các chi phí không xác định khác bao gồm thay đổi tàu của chính phủ, cập nhật nhãn hiệu và logo, công khai cờ mới, số lượng cờ cũ dư thừa (bao gồm các sản phẩm và quà lưu niệm có chứa nó) và cập nhật tất cả các cờ, bao bì, đồng phục và tài liệu tiếp thị trong khu vực tư nhân và thể thao. Chính phủ sẽ không cung cấp bồi thường cho chi phí áp dụng lá cờ mới.

## Quy trình trước trưng cầu dân ý

### Nhóm liên đảng
Ngay sau khi công bố cuộc trưng cầu dân ý, các nhà lãnh đạo đảng đã được mời tham gia một nhóm liên đảng. Mục đích của nhóm liên đảng là xem xét dự thảo luật cho phép trưng cầu dân ý diễn ra và đề cử các ứng cử viên cho Hội đồng Xét duyệt Quốc kỳ vào giữa tháng 2 năm 2015. Các thành viên bao gồm Bill English (Bộ trưởng Tài chính và lãnh đạo của nhóm), Jonathan Young (đại diện Đảng Quốc gia), Trevor Mallard (đại diện Đảng Lao động), Kennedy Graham (đại diện đảng Xanh), Marama Fox (đại diện Đảng Māori), David Seymour (đại diện ACT) và Peter Dunne (đại diện Đảng United Future). Đảng New Zealand First từ chối tham gia.

### Hội đồng Xét duyệt Quốc kỳ
Hội đồng Xét duyệt Quốc kỳ (Flag Consideration Panel) là một nhóm riêng biệt gồm "những người New Zealand được tôn trọng" gồm các đại diện nhân khẩu học về độ tuổi, khu vực, giới tính và sắc tộc. Mục đích của họ là công khai quy trình, tìm kiếm ý kiến đệ trình và đề xuất về lá cờ từ công chúng, đồng thời quyết định danh sách rút gọn cuối cùng gồm bốn lựa chọn phù hợp cho cuộc trưng cầu dân ý đầu tiên. Cuộc tham vấn cộng đồng diễn ra từ tháng 5 đến tháng 6 năm 2015. Hội đồng tuyên bố rằng họ đã tham khảo ý kiến của các nhà kỳ học và nhà thiết kế để đảm bảo rằng các lá cờ được chọn là khả thi và không có trở ngại nào. Thành viên của Hội đồng Xét duyệt Quốc kỳ bao gồm:
- Chủ tịch: John Burrows, nguyên phó hiệu trưởng Đại học Canterbury
- Phó chủ tịch: Kate De Goldi, tác giả
- Julie Christie, nhà sản xuất truyền hình thực tế
- Rod Drury, doanh nhân
- Rhys Jones, cựu Chỉ huy Lực lượng Quốc phòng New Zealand
- Beatrice Faumuina, cựu vận động viên ném đĩa
- Brian Lochore, cựu huấn luyện viên All Blacks
- Nicky Bell, giám đốc điều hành chi nhánh Saatchi & Saatchi tại New Zealand
- Peter Chin, cựu thị trưởng Dunedin
- Stephen Jones, ủy viên hội đồng thanh niên
- Malcolm Mulholland, nhà học thuật
- Hana O'Regan, nhà nghiên cứu người Māori

### Luật trưng cầu dân ý
Luật trưng cầu dân ý đã được thông qua phiên điều trần đầu tiên của Nghị viện vào ngày 12 tháng 3 năm 2015 với số phiếu với 76 phiếu thuận và 43 phiếu chống. Sau đó, nó được Ủy ban Tư pháp và Lựa chọn Bầu cử xem xét. Trong giai đoạn tiếp nhận đệ trình công khai của họ, RSA đã phát động chiến dịch "Đấu tranh vì quốc kỳ" ("Fight for the Flag"), cũng được hỗ trợ bởi New Zealand First, để đảo ngược thứ tự câu hỏi và trước tiên hãy hỏi xem người dân New Zealand có muốn thay đổi lá cờ hay không. Nghị sĩ Đảng Lao động Trevor Mallard đã đệ trình một bản kiến nghị có chữ ký của 30.000 người lên Ủy ban, yêu cầu thêm câu hỏi giữ nguyên/thay đổi vào cuộc trưng cầu dân ý đầu tiên, tương tự như cuộc trưng cầu dân ý về hệ thống bỏ phiếu năm 2011. Trong phiên điều trần thứ hai tại Quốc hội, Nghị sĩ Jacinda Ardern đề xuất sửa đổi để cuộc trưng cầu dân ý thứ hai chỉ diễn ra nếu tỷ lệ cử tri đi bầu trong cuộc trưng cầu đầu tiên ít nhất là 50%, như một cách để đảm bảo quy tắc đa số và giảm chi phí nếu công chúng thờ ơ. Đề xuất của Ardern đã bị bỏ phiếu bác bỏ và dự luật được thông qua nguyên trạng vào ngày 29 tháng 7 năm 2015.

## Quá trình tham gia của công chúng

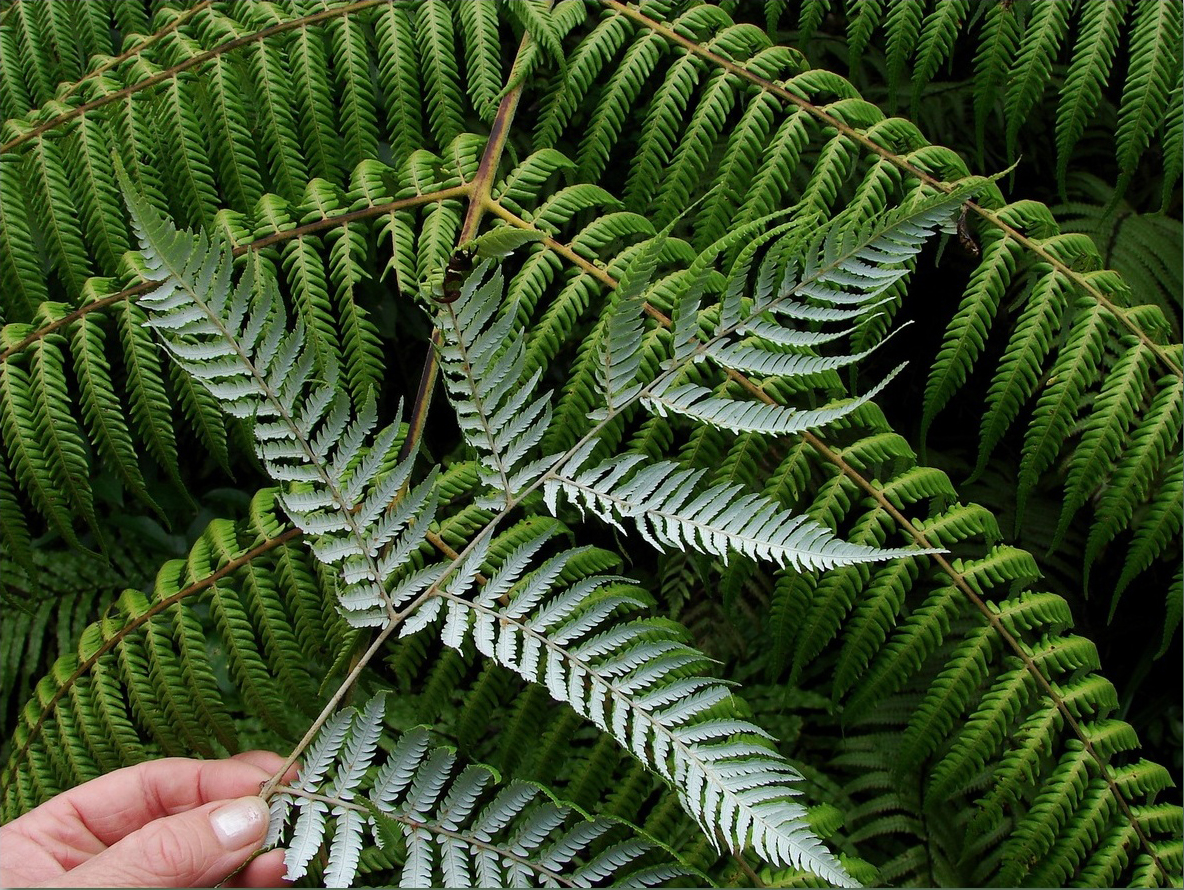
Lá dương xỉ bạc, một yếu tố phổ biến trong nhiều thiết kế.

Hình ảnh dương xỉ bạc được sử dụng nhiều nhất trong các thiết kế.

Là một phần của quy trình thu hút sự tham gia của công chúng, các thiết kế cờ và các đề xuất về biểu tượng/giá trị đã được trưng cầu cho đến ngày 16 tháng 7, và có tổng số 10.292 đề xuất thiết kế. Tất cả chúng đã được trình bày cho công chúng trên trang web của chính phủ New Zealand.
Trong quá trình thu hút sự tham gia của công chúng, Hội đồng Xét duyệt Quốc kỳ đã đi khắp đất nước để tổ chức các hội thảo và hội đồng. Những sự kiện tư vấn trực tiếp này được ghi nhận là có lượng người tham dự thấp rõ rệt. Hội đồng Xét duyệt ghi nhận mức độ tương tác trực tuyến mạnh mẽ với hơn 850.000 lượt truy cập vào trang web và 1.180.000 lượt tương tác trên mạng xã hội.
Hội đồng báo cáo rằng phản hồi nhận thấy các chủ đề về tự do, lịch sử, bình đẳng, tôn trọng và gia đình là quan trọng nhất đối với người dân New Zealand, tuy nhiên sau đó đã tiết lộ rằng những chủ đề đó đã bị thu hẹp bởi số lượng phản hồi chỉ trích quá trình thay đổi quốc kỳ. Từ các thiết kế đã gửi, họ nhận thấy các màu phổ biến nhất là trắng, xanh dương, đỏ, đen và xanh lá cây. Các yếu tố phổ biến nhất được đưa vào các thiết kế cờ là Nam Thập Tự, dương xỉ bạc, kiwi và koru. Các chủ đề chính cho các thiết kế là văn hóa, thiên nhiên và lịch sử của người Māori.
Cờ của Liên hiệp các bộ tộc New Zealand và Tino Rangatiratanga không được coi là các lựa chọn hợp lệ sau khi tham khảo ý kiến của các nhóm người Māori.

### Danh sách dài
Từ 10.292 thiết kế đã gửi, Hội đồng Xét duyệt Quốc kỳ đã tiến hành  các cuộc thảo luận và quyết định lựa chọn một danh sách rút gọn "danh sách dài" gồm 40 thiết kế (được công bố cho công chúng vào ngày 10 tháng 8 năm 2015).

Wā kāinga / Home của Studio Alexander [note 1]
Land Of The Long White Cloud (Ocean Blue) của Mike Archer
Land Of The Long White Cloud (Traditional Blue) của Mike Archer
Huihui/Together của Sven Baker
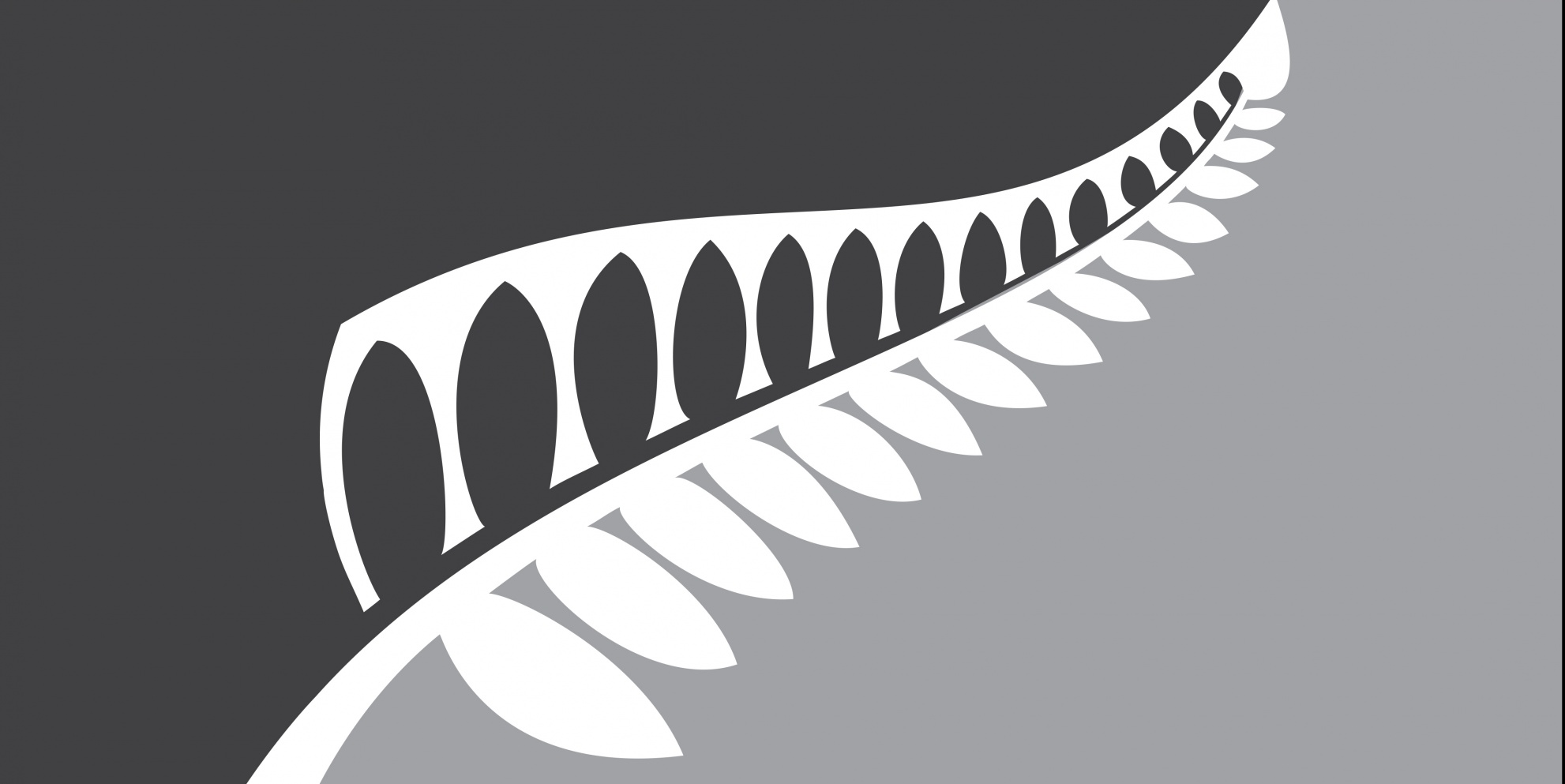
Silver Fern (Black & Silver) của Sven Baker
Southern Cross Horizon của Sven Baker
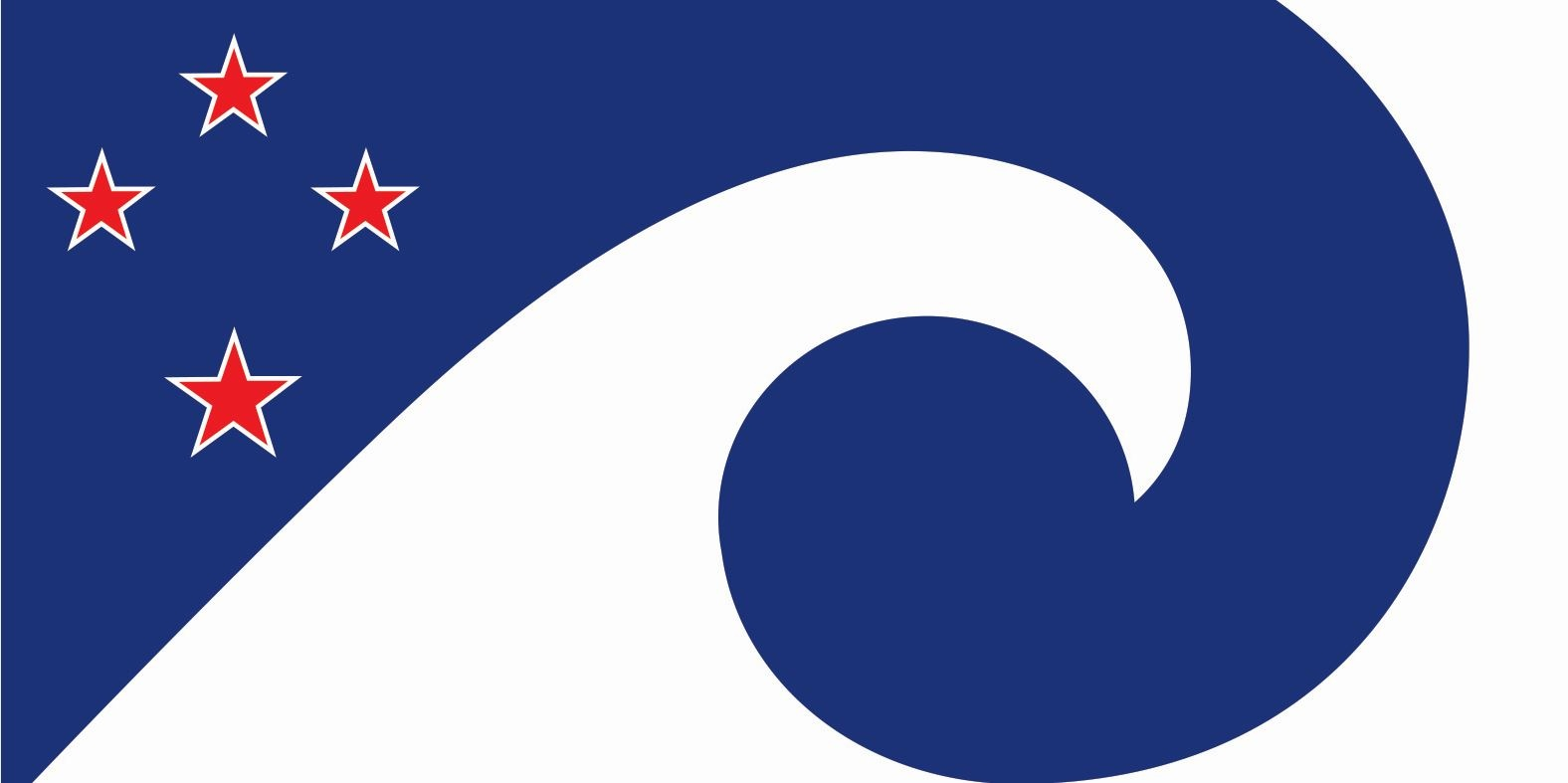
Southern Koru của Sven Baker
Unity Koru của Sven Baker
Inclusive của Dominic Carroll
Moving Forward của Dominic Carroll
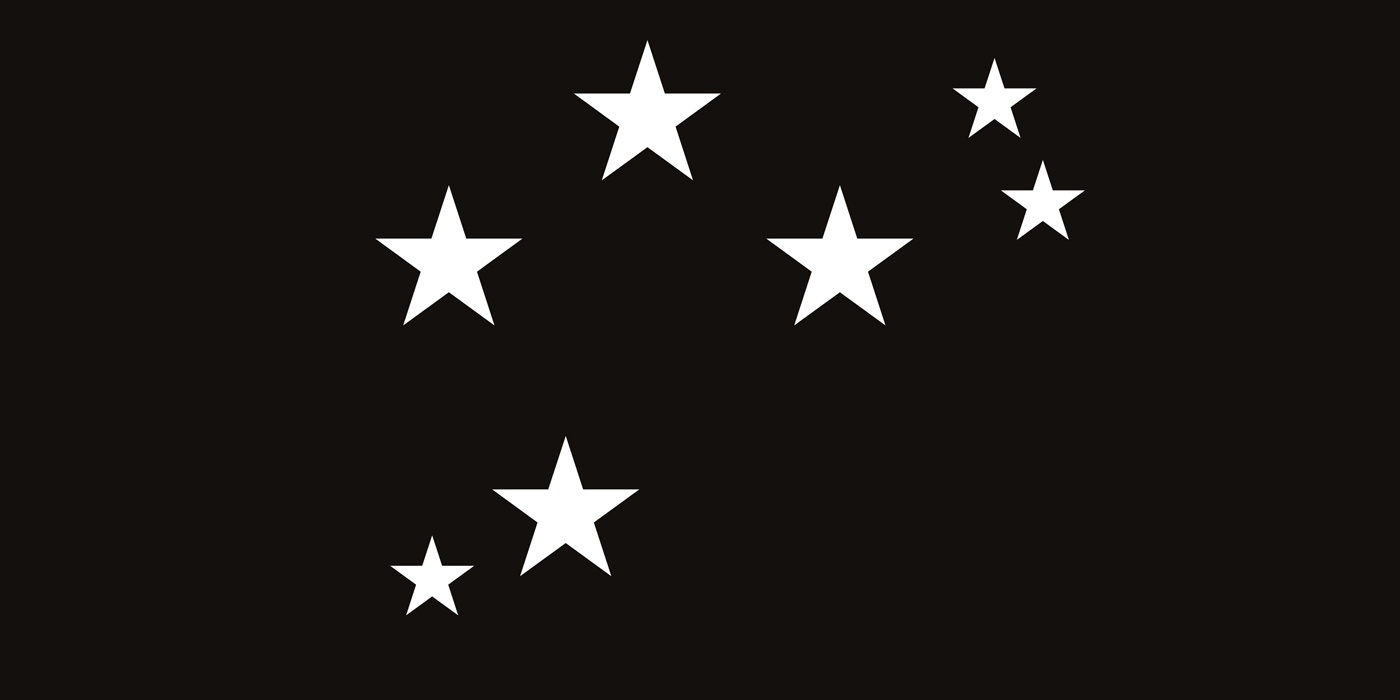
The Seven Stars of Matariki của Matthew Clare
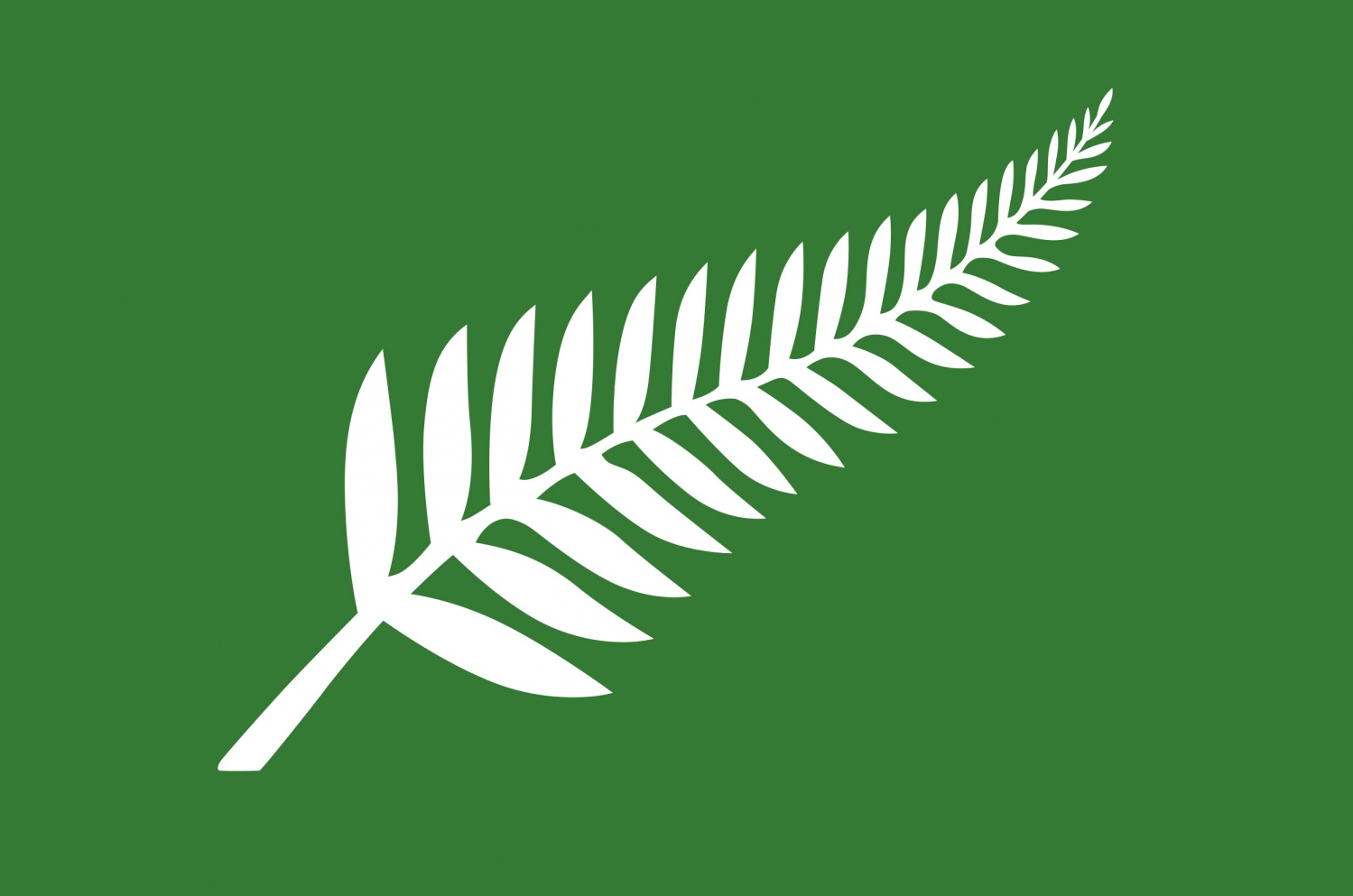
Silver Fern (Green) của Roger Clarke
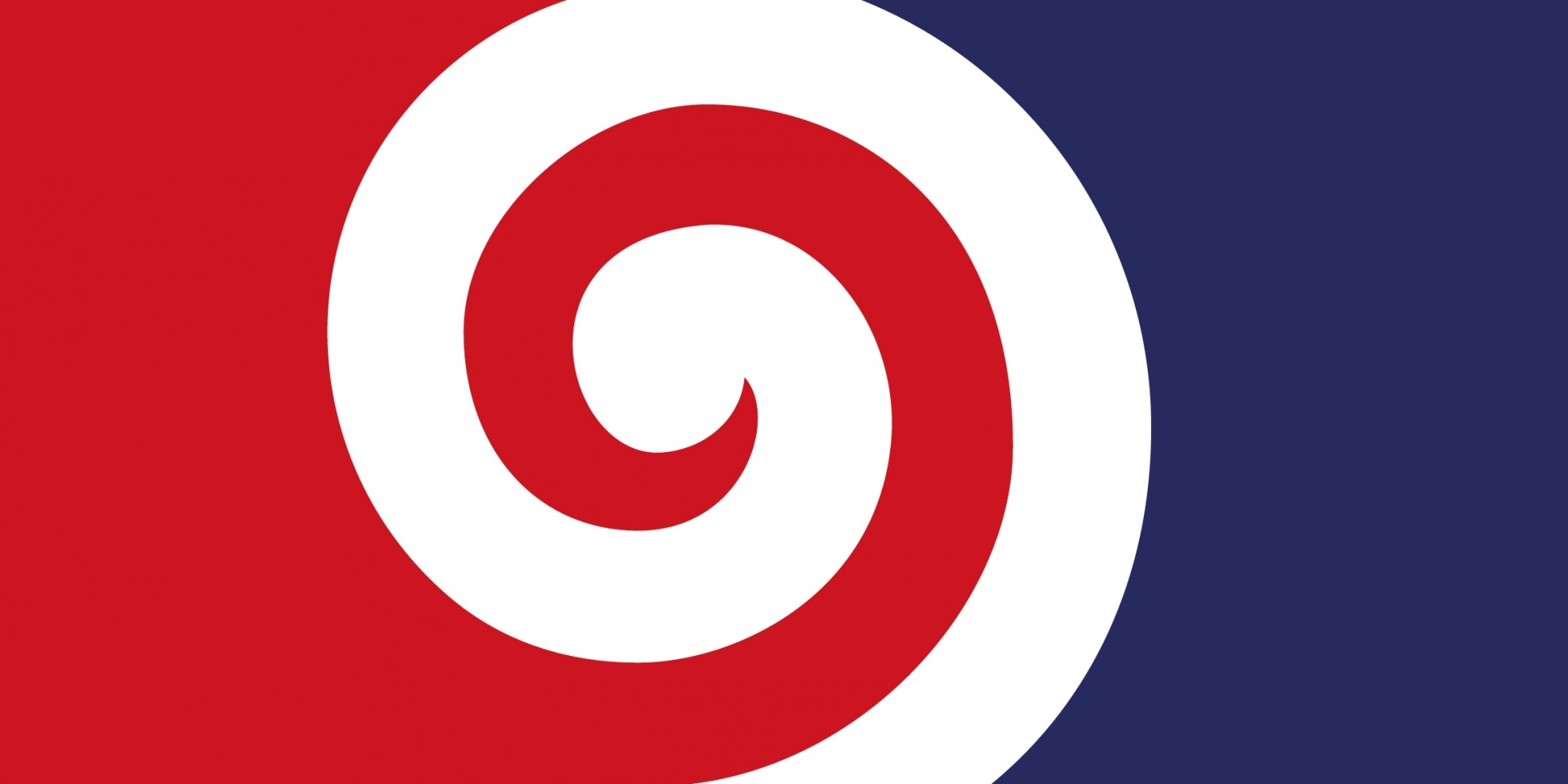
Curly Koru của Daniel Crayford và Leon Cayford
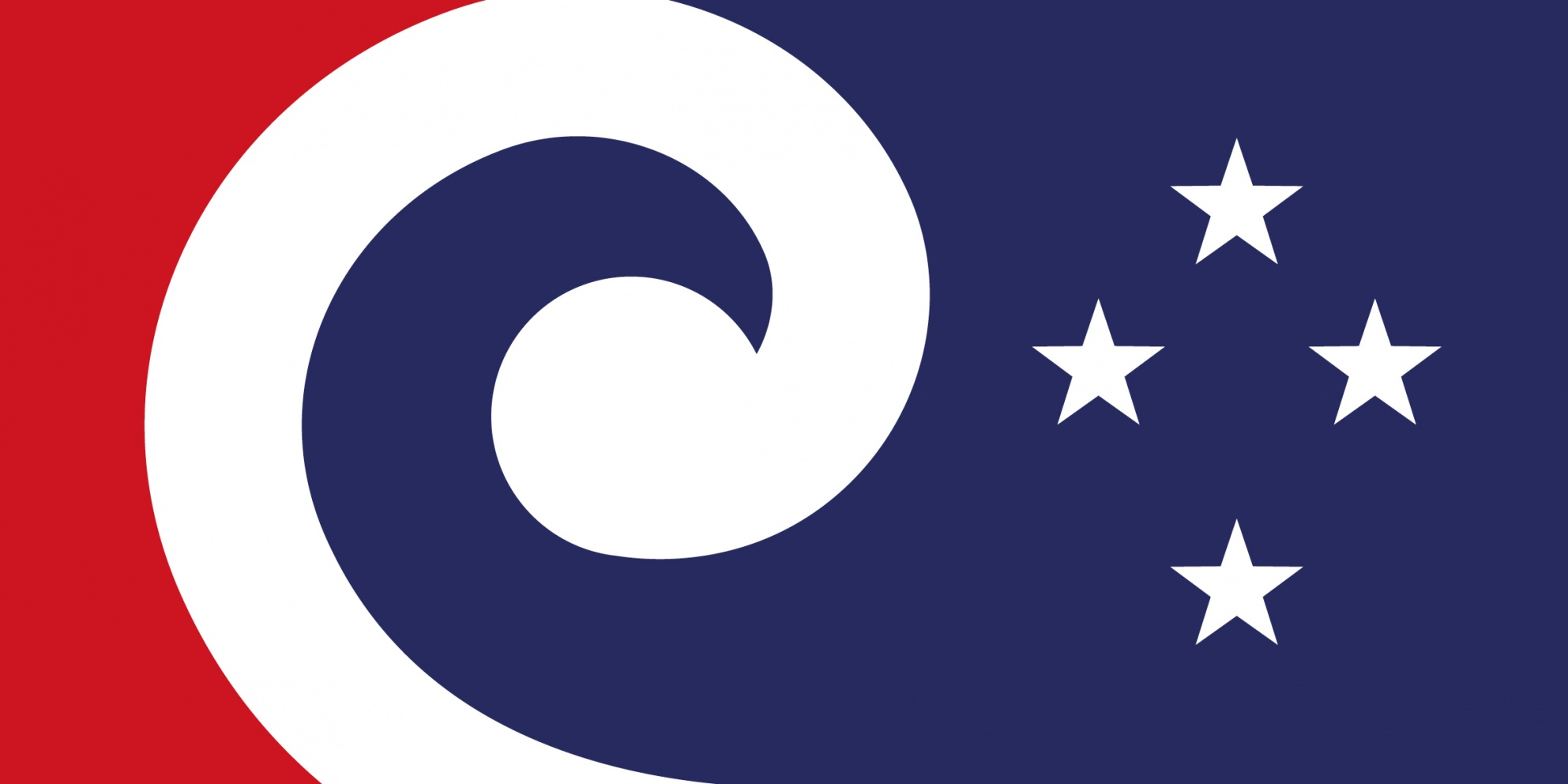
Koru Fin của Daniel Crayford và Leon Cayford
Modern Hundertwasser koru của Tomas Cottle [note 2]
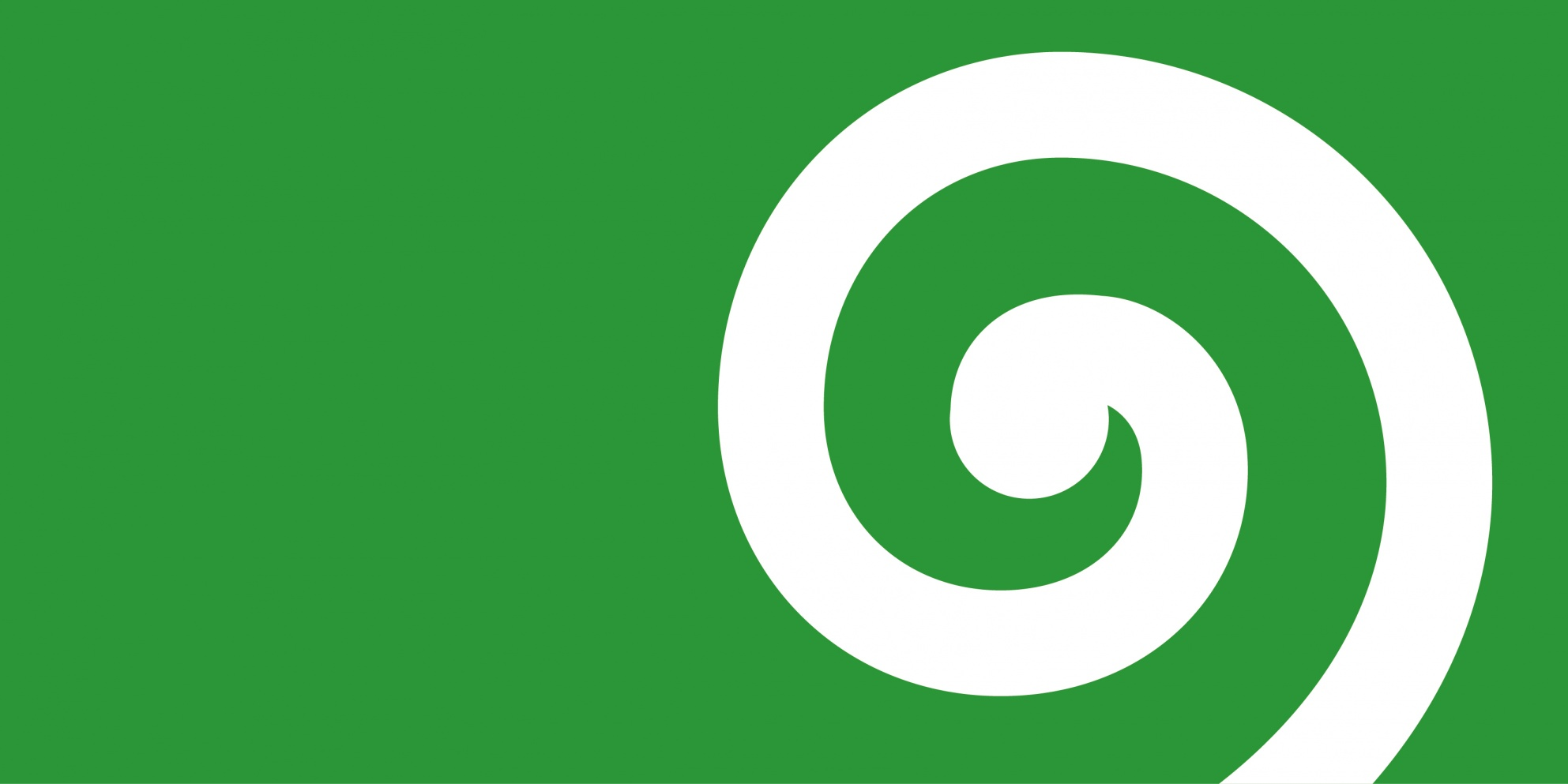
NZ One của Travis Cunningham
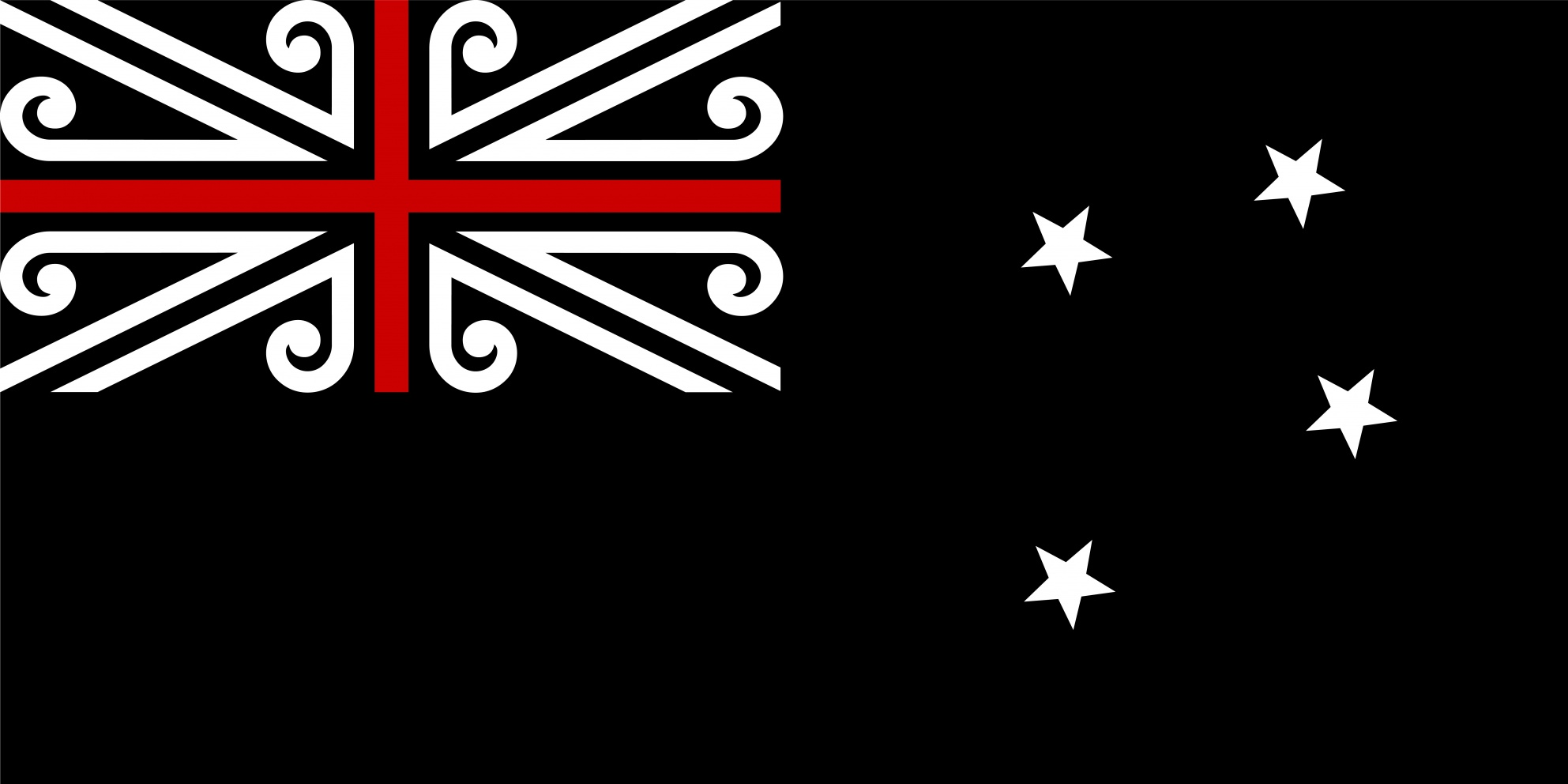
Black Jack của Mike Davison
Unity Koru của Paul Densem
New Southern Cross của Wayne William Doyle
Red peak của Aaron Dustin
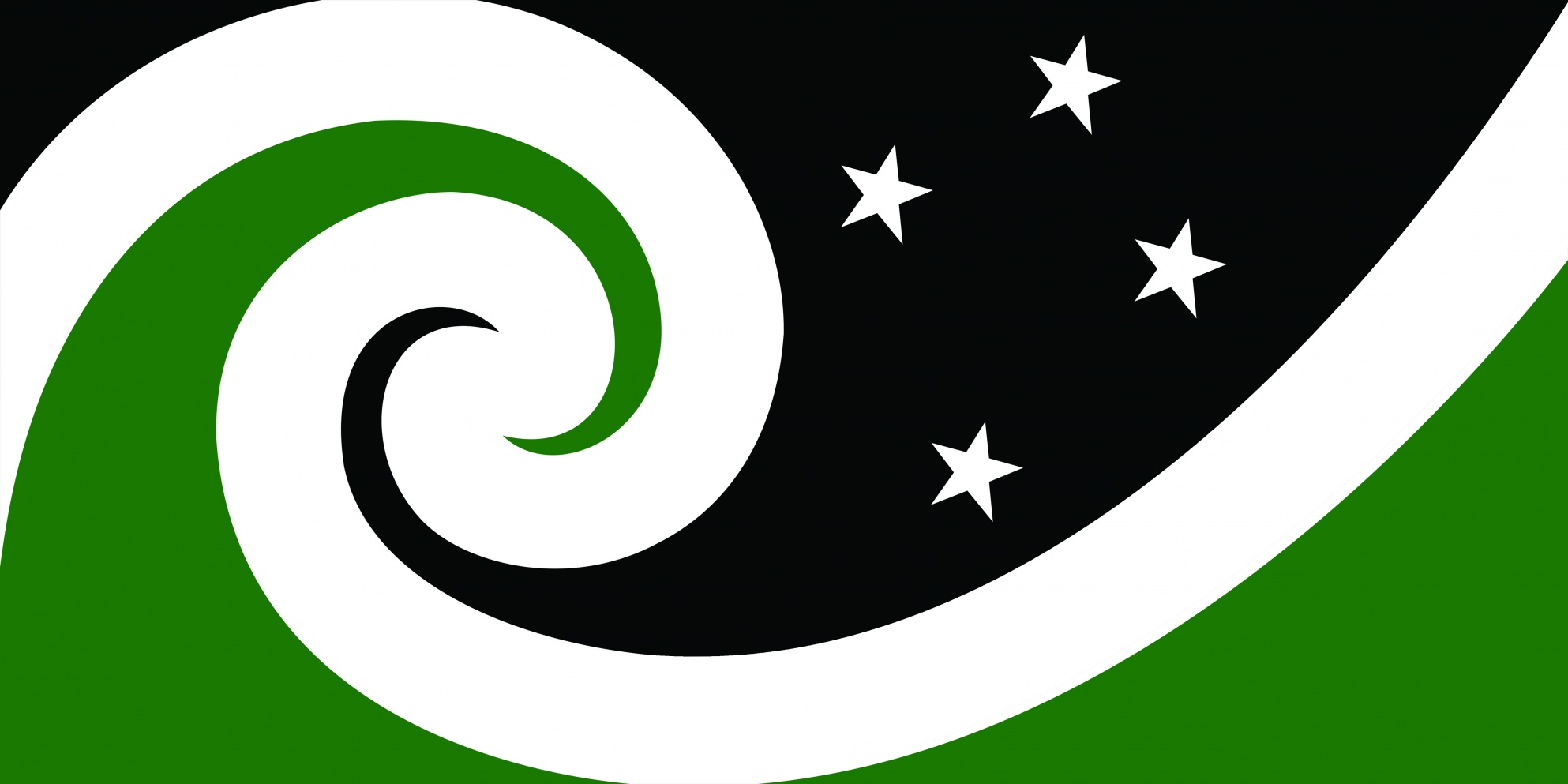
Manawa (Black & Green) của Otis Frizzell
Manawa (Blue & Green) của Otis Frizzell
Embrace (Red & Blue) của Denise Fung
Koru (Black) của Andrew Fyfe
Koru (Blue) của Andrew Fyfe
Unity Fern (Red & Blue) của Paul Jackways
White and Black Fern của Alofi Kanter
Silver Fern (Black and White) của Alofi Kanter
New Zealand Matariki của John Kelleher
Silver Fern (Black with Red Stars) của Kyle Lockwood
Silver Fern (Red, White and Blue) của Kyle Lockwood
Silver Fern (Black & White) của Kyle Lockwood
Silver Fern (Black, White and Red) của Kyle Lockwood
Silver Fern (Black, White and Blue) của Kyle Lockwood
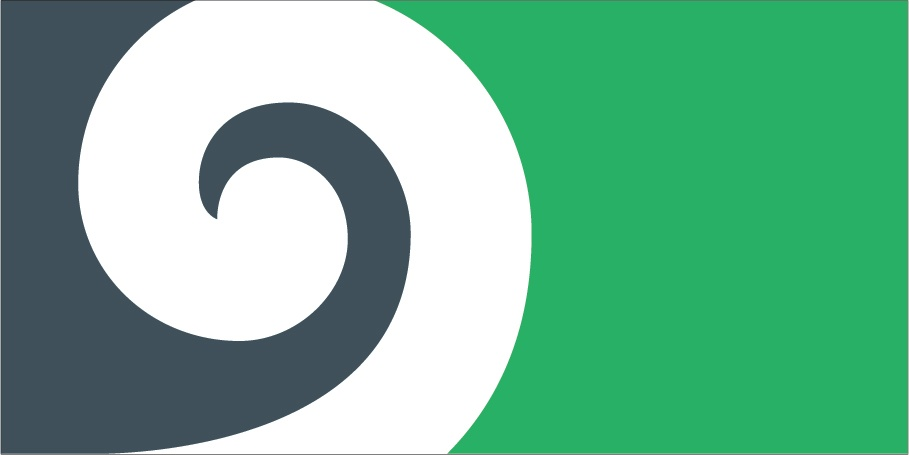
Pikopiko của Grant Pascoe
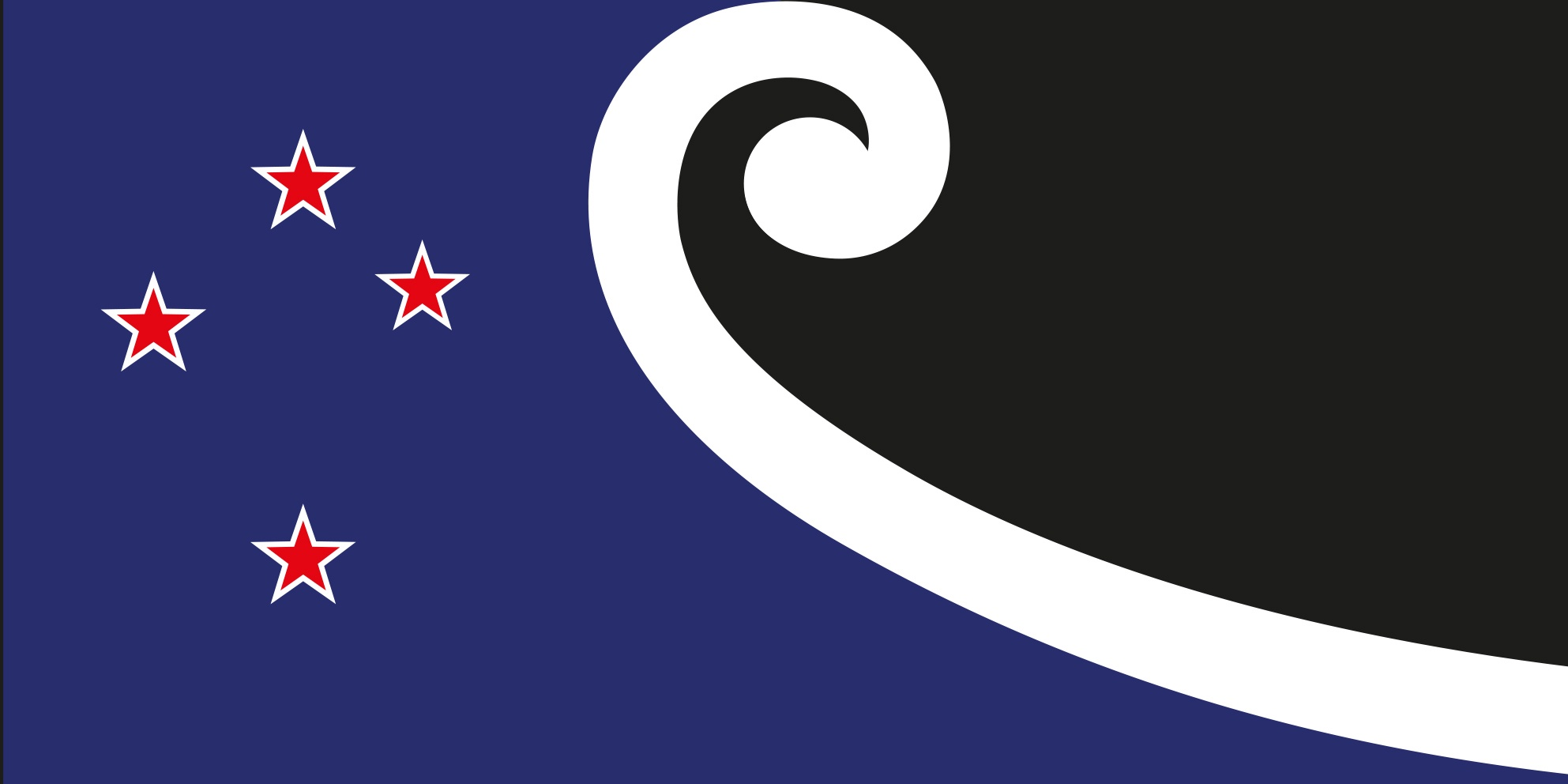
Finding Unity in Community của Dave Sauvage
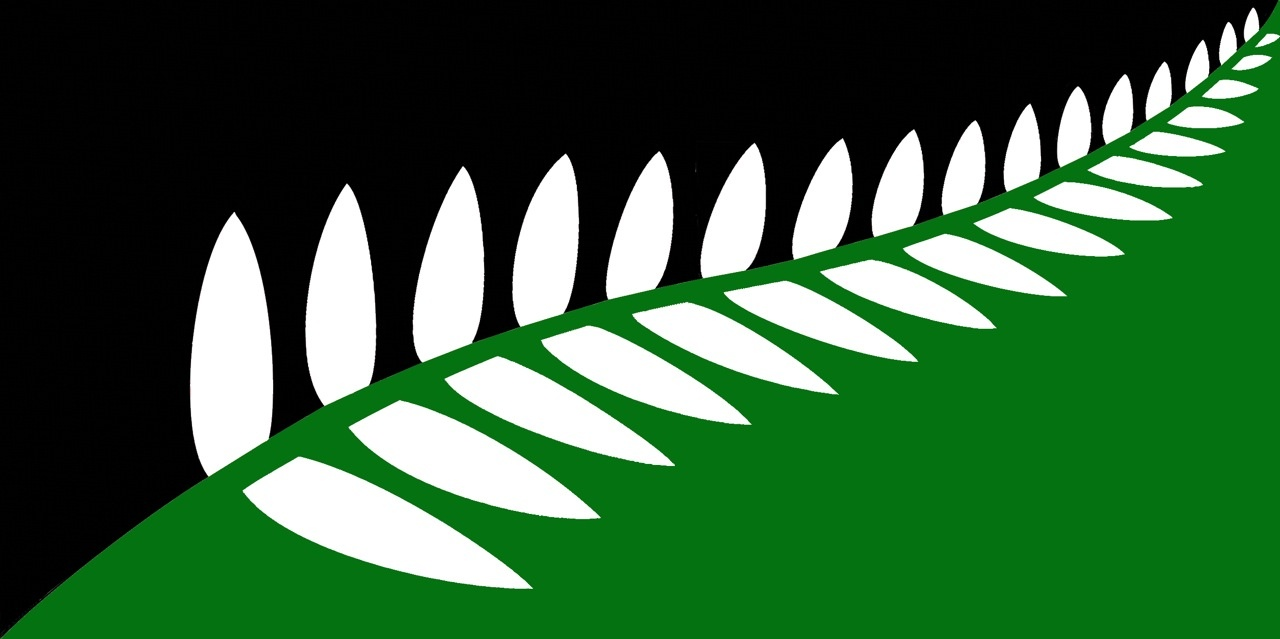
Fern (Green, Black & White) của Clay Sinclair và Sandra Ellmers
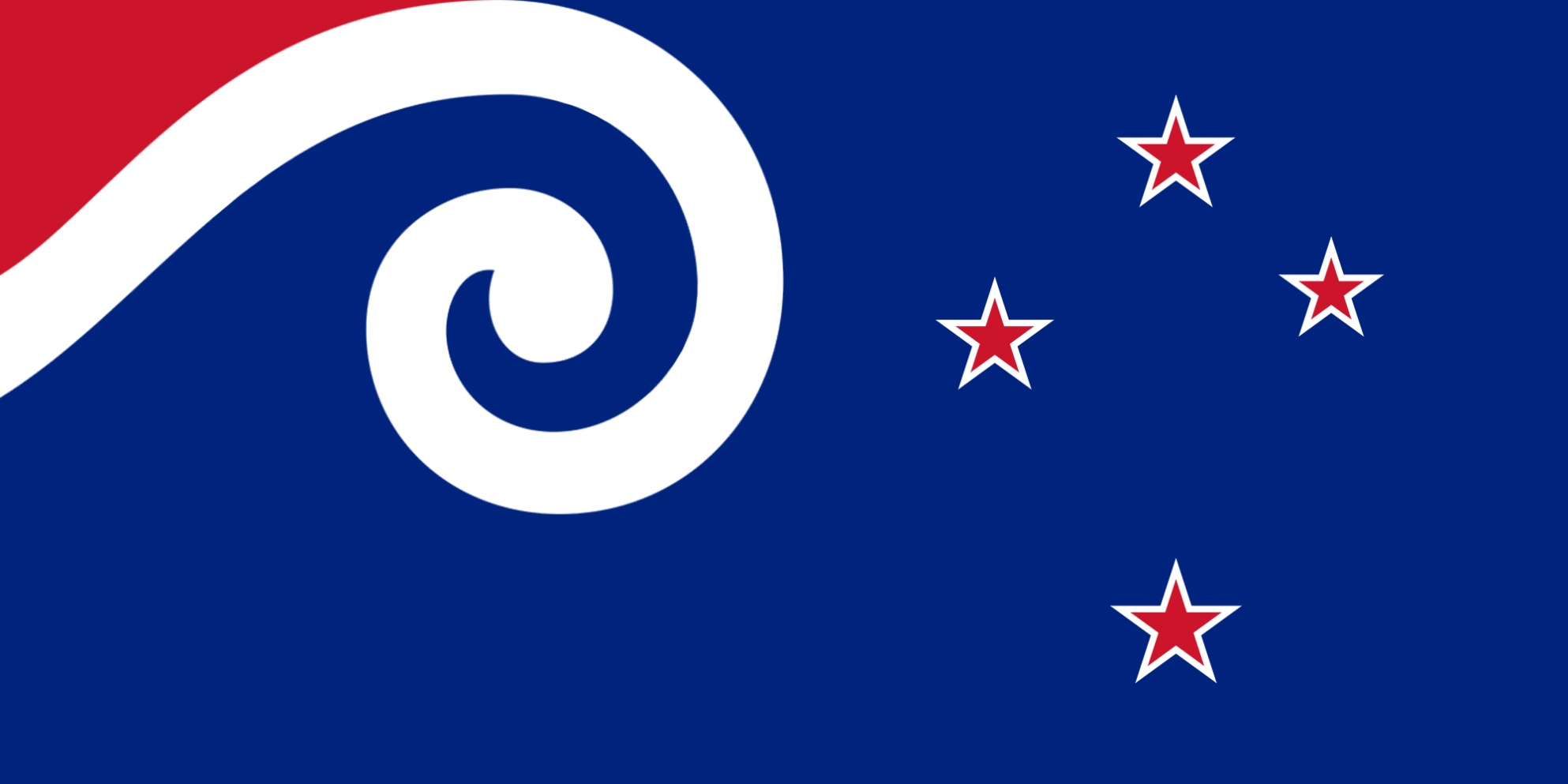
Koru and Stars của Alan Tran
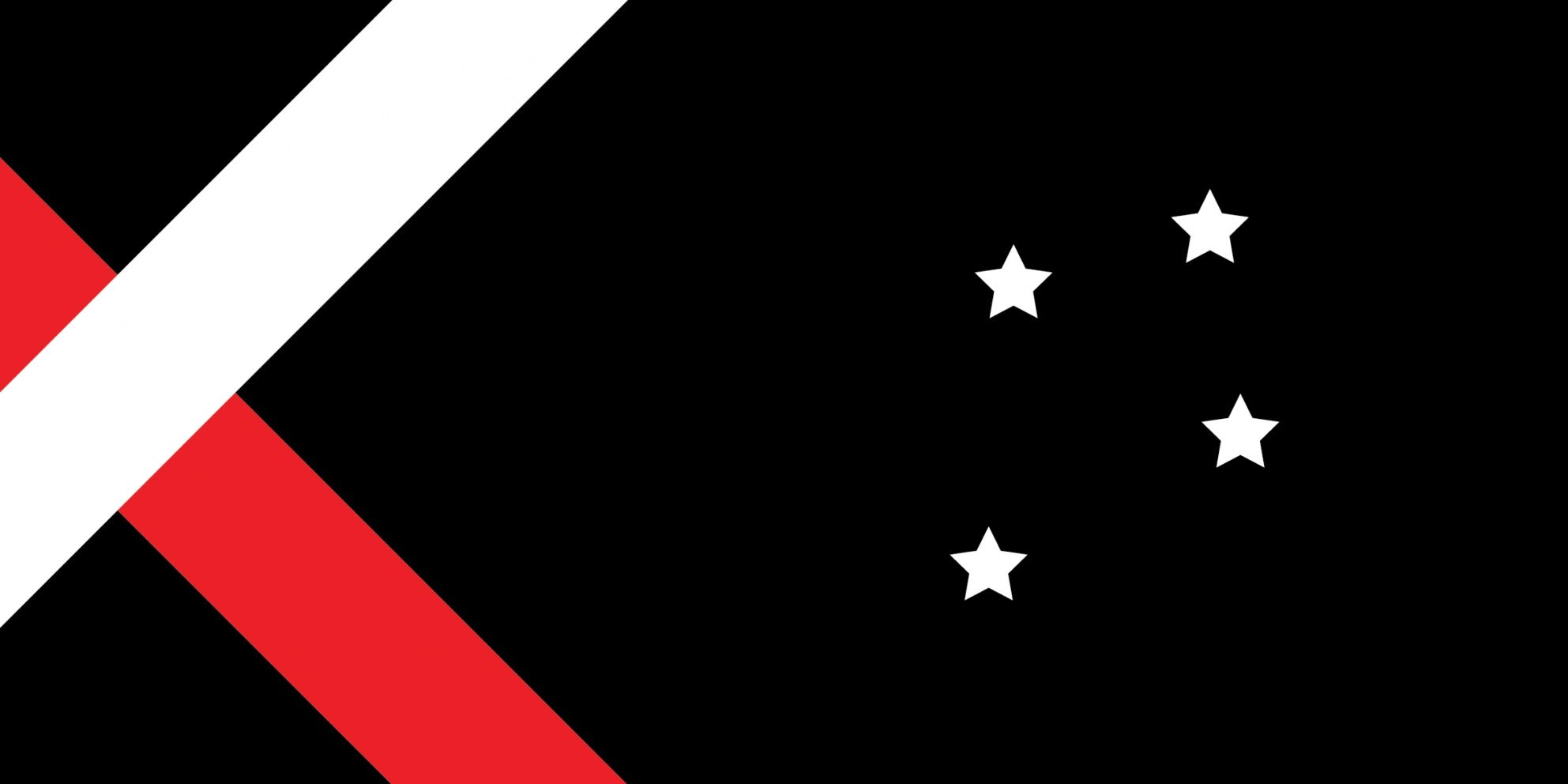
Raranga của Pax Zwanikken
Tukutuku của Pax Zwanikken

## Công bố danh sách rút gọn và điều chỉnh
Ngày 1 tháng 9 năm 2015, Hội đồng Xét duyệt Quốc kỳ đã công bố bốn thiết kế sẽ được đưa vào cuộc trưng cầu dân ý đầu tiên. Sau sự thất vọng của công chúng với danh sách rút gọn chính thức, một chiến dịch truyền thông xã hội đã được khởi động vào ngày 2 tháng 9 cho cờ Red Peak. Ngày 23 tháng 9, Nghị sĩ Đảng Xanh Gareth Hughes đã cố gắng đưa ra một dự luật trước quốc hội để đưa Red Peak vào như một lựa chọn trong cuộc trưng cầu dân ý đầu tiên. Thủ tướng John Key xác nhận rằng Đảng Quốc gia sẽ thông qua luật, nghĩa là cờ Red Peak đã được thêm vào như một lựa chọn thứ năm trong cuộc trưng cầu dân ý về lá cờ.
| Hình ảnh | Người thiết kế | Tên                                 | Ghi chú |
| -------- | -------------- | ----------------------------------- | --- |
|          | Alofi Kanter   | Silver Fern (Black and White)       | Một biến thể của cờ dương xỉ bạc bao gồm dương xỉ bạc và phối màu đen trắng. Thiết kế này sử dụng thiết kế đổi chiều và dương xỉ từ logo Masterbrand của chính phủ New Zealand. |
|          | Kyle Lockwood  | Silver Fern (Red, White and Blue)   | Cây dương xỉ bạc tượng trưng cho sự phát triển của quốc gia và Nam Thập Tự tượng trưng cho vị trí của New Zealand ở đối cực. Màu xanh tượng trưng cho bầu không khí trong lành của New Zealand và Thái Bình Dương. Màu đỏ tượng trưng cho di sản và sự hy sinh của đất nước. Đề xuất này đã giành chiến thắng trong cuộc thi cờ trên báo Wellington vào tháng 7 năm 2004 và xuất hiện trên kênh TV3 vào năm 2005 sau khi giành chiến thắng trong cuộc bình chọn gồm cả quốc kỳ hiện tại. Nó bị Hamish Keith , Paul Henry và John Oliver chỉ trích về mặt thẩm mỹ. Tác giả của New Zealand Herald, nhà văn Karl Puschmann, gọi nó là thiết kế dành cho những người "ngồi trên hàng rào" không muốn thay đổi nhiều và National Business Review gọi nó là "nghiệp dư" và "lỗi thời". Công chúng đã so sánh nó một cách không thiện ý với bao bì Weet-Bix, bao bì tấm nhựa "Kiwi Party Ware" ,logo của Hiệp hội Bóng rổ Quốc gia, hoặc là sự kết hợp giữa logo của Đảng Lao động và Đảng Quốc gia. |
|          | Kyle Lockwood  | Silver Fern (Black, White and Blue) | Biến thể của thiết kế ở trên với màu đen thay vì màu đỏ và một sắc thái khác của màu xanh lam. Thiết kế chung này là đề xuất ưa thích của John Key. Cờ này nhận được phản hồi tương tự như biến thể ở trên. |
|          | Andrew Fyfe    | Koru (Black)                        | Nổi bật với hoa văn Māori koru mô tả một chiếc lá dương xỉ vươn cao, theo truyền thống tượng trưng cho cuộc sống mới, sự phát triển, sức mạnh và hòa bình. Nó cũng có ý nghĩa giống như làn sóng, đám mây và sừng cừu đực. Khi thiết kế này lọt vào danh sách rút gọn, công chúng ngay lập tức đặt cho nó biệt danh là "Hypnoflag" và "Monkey Butt" qua mạng xã hội. |
|          | Aaron Dustin   | Red Peak                            | Thiết kế này được lấy cảm hứng từ câu chuyện về Rangi và Papa (một huyền thoại sáng tạo của người Māori) và địa lý của New Zealand. Nó gợi nhớ đến các mẫu tāniko, hoa văn tukutuku và quốc kỳ Vương quốc Anh. Thiết kế này ban đầu không nằm trong danh sách rút gọn chính thức, nhưng một chiến dịch truyền thông xã hội để thêm thiết kế này đã thành công vào ngày 23 tháng 9 năm 2015. National Business Review lưu ý rằng cộng đồng thiết kế thường ưa thích thiết kế này nhưng nó đã không cộng hưởng với công chúng nói chung. |

## Trưng cầu dân ý lần thứ nhất
"Nếu quốc kỳ New Zealand thay đổi, bạn thích thiết kế nào hơn?" ("If the New Zealand flag changes, which flag would you prefer?")

Lựa chọn A
Lựa chọn B
Lựa chọn C
Lựa chọn D
Lựa chọn E

Cuộc trưng cầu dân ý đầu tiên bắt đầu vào ngày 20 tháng 11 năm 2015 và kết thúc ba tuần sau đó vào ngày 11 tháng 12 năm 2015. Nó sử dụng chế độ bỏ phiếu thay thế. Cuộc bỏ phiếu yêu cầu cử tri xếp hạng năm lựa chọn thay thế quốc kỳ trong danh sách rút gọn theo thứ tự ưu tiên. Thiết kế được chọn nhiều nhất sẽ cạnh tranh với quốc kỳa hiện tại trong cuộc trưng cầu dân ý thứ hai.
Những người phản đối việc thay đổi quốc kỳ đã khuyến khích công chúng bỏ phiếu trắng, làm cho phiếu bầu không hợp lệ hoặc bỏ phiếu chiến lược cho thiết kế thay thế tồi tệ nhất như một sự phản đối.

### Kết quả
Kết quả sơ bộ được công bố vào đêm ngày 11 tháng 12; kết quả chính thức được công bố vào ngày 15 tháng 12. Các cử tri đã xếp hạng thiết kế Dương xỉ bạc (đen, trắng và lam) của Kyle Lockwood là thiết kế được ưa thích nhất trong số năm lựa chọn.
| Lựa chọn                   | Vòng 1                     | Vòng 1                     | Vòng 2                     | Vòng 2                     | Vòng 3                     | Vòng 3                     | Vòng 4       | Vòng 4 |
| Lựa chọn                   | Số phiếu bầu               | %                          | Số phiếu bầu               | %                          | Số phiếu bầu               | %                          | Số phiếu bầu | %      |
| -------------------------- | -------------------------- | -------------------------- | -------------------------- | -------------------------- | -------------------------- | -------------------------- | ------------ | ------ |
| Lựa chọn A                 | 559.587                    | 40,15                      | 564.660                    | 40,85                      | 613.159                    | 44,77                      | 670.790      | 50,58  |
| Lựa chọn E                 | 580.241                    | 41,64                      | 584.442                    | 42,28                      | 607.070                    | 44,33                      | 655.466      | 49,42  |
| Lựa chọn B                 | 122.152                    | 8,77                       | 134.561                    | 9,73                       | 149.321                    | 10,90                      | —            | —      |
| Lựa chọn D                 | 78.925                     | 5,66                       | 98.595                     | 7,13                       | —                          | —                          | —            | —      |
| Lựa chọn C                 | 52.710                     | 3,78                       | —                          | —                          | —                          | —                          | —            | —      |
| Tổng cộng                  | 1.393.615                  | 100,00                     | 1.382.258                  | 100,00                     | 1.369.550                  | 100,00                     | 1.326.256    | 100,00 |
| Non-transferable votes     | Non-transferable votes     | Non-transferable votes     | 11,357                     | 0,73                       | 24.065                     | 1,56                       | 67.359       | 4,35   |
| Phiếu bầu không chính thức | Phiếu bầu không chính thức | Phiếu bầu không chính thức | Phiếu bầu không chính thức | Phiếu bầu không chính thức | Phiếu bầu không chính thức | Phiếu bầu không chính thức | 149.747      | 9,68   |
| Phiếu bầu không hợp lệ     | Phiếu bầu không hợp lệ     | Phiếu bầu không hợp lệ     | Phiếu bầu không hợp lệ     | Phiếu bầu không hợp lệ     | Phiếu bầu không hợp lệ     | Phiếu bầu không hợp lệ     | 3.372        | 0,22   |
| Tổng số phiếu bầu          | Tổng số phiếu bầu          | Tổng số phiếu bầu          | Tổng số phiếu bầu          | Tổng số phiếu bầu          | Tổng số phiếu bầu          | Tổng số phiếu bầu          | 1.546.734    | 100,00 |
| Tỉ lệ cử tri đi bỏ phiếu   | Tỉ lệ cử tri đi bỏ phiếu   | Tỉ lệ cử tri đi bỏ phiếu   | Tỉ lệ cử tri đi bỏ phiếu   | Tỉ lệ cử tri đi bỏ phiếu   | Tỉ lệ cử tri đi bỏ phiếu   | Tỉ lệ cử tri đi bỏ phiếu   | 48,78        | 48,78  |

 Non-transferable votes include voting papers that were not able to be transferred, as all of the preferences given had been exhausted. Phiếu bầu không chính thức bao gồm các phiếu biểu quyết trong đó cử tri đã không chỉ ra rõ ràng lựa chọn của họ. Phiếu bầu không hợp lệ bao gồm phiếu biểu quyết không đọc được hoặc bị hủy bỏ.

Kết quả trưng cầu dân ý về quốc kỳ New Zealand lần thứ hai, tháng 3 năm 2016, theo khu vực bầu cử.
Lựa chọn 1 (thay thế)
Lựa chọn 2 (hiện tại)

Việc bổ sung tính toán kết quả cho các khu vực bầu cử riêng lẻ theo chế độ bỏ phiếu ưu tiên dẫn đến không có phân tích phiếu bầu theo khu vực bầu cử.

## Trưng cầu dân ý lần thứ hai
Lựa chọn của bạn cho lá cờ New Zealand là gì? (What is your choice for the New Zealand flag?)

Lựa chọn 1 (thiết kế thay thế)
Lựa chọn 2 (thiết kế hiện hành)

Cuộc trưng cầu dân ý thứ hai bắt đầu vào ngày 3 tháng 3 năm 2016 và kết thúc ba tuần sau đó, vào ngày 24 tháng 3 năm 2016. Nó yêu cầu cử tri lựa chọn giữa quốc kỳ New Zealand hiện tại và thiết kế thay thế được chọn trong cuộc trưng cầu dân ý đầu tiên.

### Kết quả
Ngày 24 tháng 3 năm 2016, kết quả sơ bộ của cuộc trưng cầu dân ý thứ hai đã được công bố tỉ lệ 56,7% của lá cờ hiện tại và 43,3% của lá cờ mới.
| Lựa chọn                       | Phiếu bầu chọn | Phiếu bầu chọn |
| Lựa chọn                       | Số lượng       | %              |
| ------------------------------ | -------------- | -------------- |
| Lựa chọn 1 (thiết kế thay thế) | 921.876        | 43,27          |
| Lựa chọn 2 (thiết kế hiện tại) | 1.208.702      | 56,73          |
| Tổng cộng                      | 2.130.578      | 100,00         |
| Phiếu bầu không chính thức     | 5.044          | 0,21           |
| Phiếu bầu không hợp lệ         | 5.273          | 0,23           |
| Tổng tất cả phiếu bầu          | 2.140.895      | 100,00         |
| Tỉ lệ cử tri đi bỏ phiếu       | 67,78%         | 67,78%         |

Phiếu bầu không chính thức bao gồm các phiếu biểu quyết mà cử tri đã không chỉ rõ lựa chọn của họ (ví dụ: phiếu để trống hoặc bỏ phiếu cho cả hai lựa chọn).
Phiếu bầu không hợp lệ bao gồm phiếu biểu quyết không đọc được hoặc bị hủy bỏ.

### Kết quả theo khu vực bầu cử
Trong số 71 khu vực bầu cử của New Zealand, chỉ có sáu khu vực có đa số phiếu ủng hộ lá cờ thay thế: Bay of Plenty, Clutha-Southland, East Coast Bays, Ilam, Selwyn and Tāmaki.
Các khu vực bầu cử của người Māori có tỷ lệ cử tri đi bỏ phiếu thấp rõ rệt và sự ủng hộ cao đối với hiện trạng. Kết quả này khiến Malcolm Mulholland của Hội đồng Xem xét Quốc kỳ bối rối, bởi ông tin rằng họ đã kêu gọi thành công người Māori đi bỏ phiếu trong chuyến vận động toàn quốc của họ.
| Khu vực bầu cử        | Lựa chọn 1 | Lựa chọn 1 | Lựa chọn 2 | Lựa chọn 2 | Không chính thức | Không hợp lệ | Tỉ lệ cử tri đi bỏ phiếu |
| Khu vực bầu cử        | SL.        | %          | SL.        | %          | Không chính thức | Không hợp lệ | Tỉ lệ cử tri đi bỏ phiếu |
| --------------------- | ---------- | ---------- | ---------- | ---------- | ---------------- | ------------ | ------------------------ |
| Auckland Central      | 9,466      | 43.37      | 12,359     | 56.63      | 75               | 91           | 60.95%                   |
| Bay of Plenty         | 18,288     | 51.55      | 17,188     | 48.45      | 64               | 67           | 74.91%                   |
| Botany                | 13,925     | 48.40      | 14,844     | 51.60      | 63               | 37           | 60.39%                   |
| Christchurch Central  | 12,643     | 43.45      | 16,455     | 56.55      | 67               | 65           | 68.11%                   |
| Christchurch East     | 12,269     | 41.80      | 17,080     | 58.20      | 46               | 54           | 69.83%                   |
| Clutha-Southland      | 16,689     | 50.52      | 16,343     | 49.48      | 38               | 54           | 74.59%                   |
| Coromandel            | 17,074     | 45.36      | 20,567     | 54.64      | 70               | 71           | 76.82%                   |
| Dunedin North         | 10,077     | 35.74      | 18,121     | 64.26      | 101              | 61           | 65.93%                   |
| Dunedin South         | 13,494     | 38.43      | 21,618     | 61.57      | 73               | 54           | 75.83%                   |
| East Coast            | 14,108     | 42.40      | 19,163     | 57.60      | 66               | 71           | 70.90%                   |
| East Coast Bays       | 15,422     | 51.17      | 14,714     | 48.83      | 57               | 63           | 68.44%                   |
| Epsom                 | 16,010     | 49.80      | 16,140     | 50.20      | 67               | 101          | 66.95%                   |
| Hamilton East         | 14,035     | 48.00      | 15,202     | 52.00      | 79               | 48           | 64.64%                   |
| Hamilton West         | 13,196     | 44.70      | 16,328     | 55.30      | 51               | 60           | 64.91%                   |
| Helensville           | 13,860     | 43.35      | 18,115     | 56.65      | 63               | 63           | 73.14%                   |
| Hunua                 | 15,538     | 46.52      | 17,864     | 53.48      | 45               | 55           | 72.14%                   |
| Hutt South            | 14,531     | 42.94      | 19,306     | 57.06      | 83               | 299          | 70.72%                   |
| Ilam                  | 16,226     | 50.85      | 15,684     | 49.15      | 60               | 77           | 72.50%                   |
| Invercargill          | 12,992     | 39.96      | 19,521     | 60.04      | 48               | 47           | 72.42%                   |
| Kaikoura              | 16,979     | 46.93      | 19,204     | 53.07      | 83               | 48           | 77.46%                   |
| Kelston               | 8,450      | 35.03      | 15,673     | 64.97      | 60               | 66           | 57.89%                   |
| Mana                  | 13,207     | 43.23      | 17,341     | 56.77      | 84               | 67           | 66.92%                   |
| Māngere               | 5,054      | 29.00      | 12,375     | 71.00      | 57               | 54           | 42.39%                   |
| Manukau East          | 5,337      | 32.39      | 11,142     | 67.61      | 58               | 31           | 41.31%                   |
| Manurewa              | 6,308      | 34.39      | 12,032     | 65.61      | 66               | 45           | 45.19%                   |
| Maungakiekie          | 10,970     | 40.89      | 15,861     | 59.11      | 67               | 75           | 58.95%                   |
| Mount Albert          | 11,144     | 38.48      | 17,815     | 61.52      | 88               | 73           | 63.13%                   |
| Mount Roskill         | 11,240     | 41.58      | 15,795     | 58.42      | 71               | 65           | 59.09%                   |
| Napier                | 14,452     | 41.75      | 20,165     | 58.25      | 87               | 94           | 75.60%                   |
| Nelson                | 17,185     | 47.96      | 18,648     | 52.04      | 111              | 80           | 74.09%                   |
| New Lynn              | 10,664     | 39.50      | 16,335     | 60.50      | 63               | 68           | 60.48%                   |
| New Plymouth          | 17,342     | 49.18      | 17,921     | 50.82      | 77               | 81           | 72.48%                   |
| North Shore           | 17,361     | 49.50      | 17,714     | 50.50      | 74               | 91           | 71.42%                   |
| Northcote             | 13,362     | 43.72      | 17,202     | 56.28      | 86               | 52           | 66.00%                   |
| Northland             | 13,433     | 39.18      | 20,848     | 60.82      | 89               | 97           | 74.12%                   |
| Ōhāriu                | 15,055     | 46.01      | 17,669     | 53.99      | 79               | 102          | 72.79%                   |
| Ōtaki                 | 15,316     | 42.45      | 20,768     | 57.55      | 79               | 63           | 76.98%                   |
| Pakuranga             | 14,409     | 46.78      | 16,391     | 53.22      | 59               | 59           | 66.76%                   |
| Palmerston North      | 12,505     | 41.96      | 17,295     | 58.04      | 67               | 77           | 69.48%                   |
| Papakura              | 12,175     | 40.95      | 17,557     | 59.05      | 42               | 67           | 63.61%                   |
| Port Hills            | 16,709     | 45.91      | 19,689     | 54.09      | 99               | 61           | 74.84%                   |
| Rangitata             | 17,095     | 48.27      | 18,322     | 51.73      | 57               | 39           | 75.74%                   |
| Rangitīkei            | 14,672     | 43.95      | 18,710     | 56.05      | 42               | 71           | 76.95%                   |
| Rimutaka              | 13,016     | 40.11      | 19,438     | 59.89      | 74               | 63           | 69.77%                   |
| Rodney                | 18,070     | 47.45      | 20,009     | 52.55      | 86               | 56           | 76.47%                   |
| Rongotai              | 11,382     | 37.20      | 19,215     | 62.80      | 124              | 121          | 66.52%                   |
| Rotorua               | 13,428     | 43.67      | 17,324     | 56.33      | 65               | 62           | 70.82%                   |
| Selwyn                | 18,604     | 51.73      | 17,361     | 48.27      | 61               | 45           | 79.43%                   |
| Tāmaki                | 16,992     | 51.98      | 15,697     | 48.02      | 75               | 82           | 71.40%                   |
| Taranaki-King Country | 15,477     | 48.11      | 16,692     | 51.89      | 59               | 98           | 75.22%                   |
| Taupō                 | 16,312     | 46.96      | 18,421     | 53.04      | 73               | 47           | 73.78%                   |
| Tauranga              | 17,554     | 49.82      | 17,683     | 50.18      | 76               | 64           | 73.79%                   |
| Te Atatū              | 10,280     | 37.98      | 16,789     | 62.02      | 70               | 46           | 61.06%                   |
| Tukituki              | 14,486     | 43.34      | 18,939     | 56.66      | 63               | 70           | 72.93%                   |
| Upper Harbour         | 12,621     | 44.12      | 15,984     | 55.88      | 55               | 59           | 62.86%                   |
| Waikato               | 16,570     | 47.72      | 18,150     | 52.28      | 59               | 63           | 74.81%                   |
| Waimakariri           | 17,337     | 48.94      | 18,085     | 51.06      | 58               | 40           | 78.14%                   |
| Wairarapa             | 15,306     | 43.16      | 20,159     | 56.84      | 88               | 66           | 75.50%                   |
| Waitaki               | 19,092     | 49.52      | 19,462     | 50.48      | 85               | 36           | 77.95%                   |
| Wellington Central    | 12,124     | 41.05      | 17,410     | 58.95      | 144              | 136          | 65.27%                   |
| West Coast-Tasman     | 14,158     | 41.96      | 19,582     | 58.04      | 101              | 53           | 75.17%                   |
| Whanganui             | 13,761     | 40.90      | 19,888     | 59.10      | 61               | 71           | 73.01%                   |
| Whangarei             | 14,671     | 41.38      | 20,781     | 58.62      | 67               | 55           | 73.81%                   |
| Wigram                | 11,679     | 43.03      | 15,465     | 56.97      | 56               | 67           | 67.88%                   |
| Hauraki-Waikato       | 3,996      | 25.50      | 11,672     | 74.50      | 54               | 72           | 45.70%                   |
| Ikaroa-Rāwhiti        | 3,817      | 22.72      | 12,985     | 77.28      | 76               | 125          | 49.01%                   |
| Tāmaki Makaurau       | 3,396      | 22.11      | 11,967     | 77.89      | 68               | 100          | 44.80%                   |
| Te Tai Hauāuru        | 4,190      | 26.02      | 11,912     | 73.98      | 81               | 80           | 50.04%                   |
| Te Tai Tokerau        | 3,755      | 21.19      | 13,966     | 78.81      | 84               | 100          | 51.24%                   |
| Te Tai Tonga          | 5,479      | 31.95      | 11,667     | 68.05      | 55               | 73           | 51.15%                   |
| Waiariki              | 4,056      | 23.90      | 12,915     | 76.10      | 65               | 64           | 48.67%                   |
| Không xác định được   | –          | –          | –          | –          | –                | 195          | –                        |
| Tổng cộng             | 921,876    | 43.27      | 1,208,702  | 56.73      | 5,044            | 5,273        | 67.78%                   |

### Các báo cáo bầu cử liên quan
Sau cuộc trưng cầu dân ý đầu tiên, Ủy ban Bầu cử đã chuyển bảy trường hợp dường như đã bỏ phiếu nhiều lần cho cảnh sát.
Vào ngày 8 và 9 tháng 3, Ủy ban bầu cử đã chuyển thêm bốn trường hợp bỏ phiếu nhiều lần rõ ràng cho cảnh sát. Điều này bao gồm một trường hợp một người đàn ông Auckland bị cáo buộc bỏ phiếu với 300 lá phiếu bị đánh cắp từ hộp thư của người khác.
Bỏ phiếu nhiều lần được gọi là mạo danh và được xác định là một hành vi bầu cử tham nhũng theo cả Đạo luật Bầu cử 1993 và Đạo luật trưng cầu dân ý. Một người bị kết tội mạo danh có thể bị phạt tù tới hai năm và phạt tiền lên tới 40.000 đô la, đồng thời bị truất quyền đăng ký hoặc bỏ phiếu trong ba năm.

## Hậu cảnh

### Phản ứng với kết quả
John Key nói rằng ông thất vọng với kết quả này nhưng vẫn vui mừng vì cả nước đã có một cuộc thảo luận có giá trị về những gì nó đại diện. Thất bại của cuộc trưng cầu dân ý khiến Key mất đi uy tín chính trị. Một số dự đoán rằng thất bại này sẽ trở thành một phần di sản của ông, mặc dù những người khác cho rằng điều này vẫn sẽ bị lu mờ bởi các sự kiện như trận động đất Christchurch 2011 và tư nhân hóa tài sản nhà nước.

### Nhìn lại từ những nhân vật quan trọng
Nhiều năm sau cuộc trưng cầu dân ý, cựu Thủ tướng John Key cho biết điều hối tiếc lớn nhất của ông là không thể thay đổi quốc kỳ. Ông vẫn tin rằng đất nước nên áp dụng một thiết kế quốc kỳ độc đáo để tăng cảm giác tự hào dân tộc, cho thấy người Mỹ tự hào như thế nào về quốc kỳ của họ. Ông cũng tin rằng dù là một quốc gia nhỏ, New Zealand vẫn cần "một biểu tượng của riêng chúng ta" để nâng tầm và làm cho bản sắc của mình được biết đến nhiều hơn ở nước ngoài. Nhìn nhận lại, ông đổ lỗi cho các đảng đối lập đã chính trị hóa cuộc trưng cầu dân ý và biến nó thành cuộc bỏ phiếu cho cá nhân ông. Nếu có thể quay ngược thời gian, ông sẽ "thúc đẩy mạnh mẽ hơn" và thay đổi quốc kỳ mà không cần trưng cầu dân ý, vì công chúng sẽ quen với thiết kế mới sau khi nó trở thành chính thức.
Thành viên Hội đồng Xét duyệt Quốc kỳ Malcolm Mulholland cho biết ông không chắc liệu các thiết kế cờ Lockwood có phải là lựa chọn tốt nhất cho cuộc trưng cầu dân ý hay không. Theo Mulholland, các thiết kế cờ Lockwood được chọn làm thiết kế thỏa hiệp "mỗi chiều một kiểu" ("a bob each way"), khi chúng kết hợp cây dương xỉ bạc với các yếu tố từ quốc kỳ hiện tại để thu hút những người do dự về việc thay đổi quốc kỳ. Trong nhận thức muộn màng, anh ấy sẽ chọn một thiết kế hoàn toàn dựa trên dương xỉ bạc, khi anh ấy quan sát thấy công chúng đang nóng lên với việc thay đổi quốc kỳ sau đó trong cuộc tranh luận.
Cựu Tổng chưởng lý Chris Finlayson (từng là Tổng chưởng lý và là Bộ trưởng trong chính phủ của John Key) đã nhận xét trong hồi ký của ông về những năm John Key cầm quyền rằng "Tôi nghĩ rằng quốc kỳ của New Zealand đã lỗi thời và nhàm chán, và chúng ta cần phải thay đổi nhưng, nhờ những trò hề của các đảng đối lập, tôi không nghĩ rằng điều này sẽ đạt được trong nhiều năm nữa. Tôi cũng nghĩ rằng sự đơn giản là câu trả lời – ví dụ, mọi người đều biết quốc kỳ Pháp và quốc kỳ Ukraine (vì cuộc xâm lược của Nga). Các tùy chọn được nghĩ ra cho một quốc kỳ mới quá phức tạp và tôi nghĩ đó có thể là một phần lý do khiến cuộc trưng cầu dân ý bị thất bại."

### Triển vọng thay đổi trong tương lai
Mặc dù quốc kỳ hiện tại vẫn được giữ lại sau cuộc trưng cầu dân ý, nhưng những người ủng hộ việc thay đổi lá cờ vẫn lạc quan. Lãnh đạo Chiến dịch Thay đổi Quốc kỳ NZ (Change the NZ Flag) Lewis Holden cho rằng cuộc tranh luận về quốc kỳ "chỉ mới bắt đầu". Ông chỉ ra rằng sự ủng hộ cho thiết kế thay thế (43%) là một kết quả gần hơn nhiều so với dự đoán của bất kỳ ai, làm suy yếu tầm vóc của quốc kỳ hiện tại và nâng cao khả năng thay đổi quốc kỳ thành công trong tương lai. Ông cũng lưu ý rằng các yếu tố hỗ trợ thay đổi quốc kỳ (tức là sự đa dạng văn hóa, liên kết châu Á–Thái Bình Dương và các biểu tượng độc lập) sẽ chỉ tăng lên trong tương lai.  Chiến dịch và tên miền web cũng như trang Facebook của nó đã bị New Zealand Republic tiếp quản. Cựu nghị sĩ Đảng Xanh Keith Locke cũng chỉ ra rằng kết quả 43% là một sự gia tăng rõ rệt so với các cuộc thăm dò dư luận trước đó cho thấy sự ủng hộ đối với sự thay đổi trong khoảng 20–30%. Ông gợi ý rằng một quy trình thay đổi quốc kỳ với thiết kế tốt hơn và ít bị chính trị hóa hơn có thể dẫn đến đa số phiếu thuận cho sự thay đổi.
Các chính trị gia không được kỳ vọng sẽ xem xét lại vấn đề quốc kỳ trong 15 năm tới hoặc lâu hơn, mặc dù việc trở thành một nước cộng hòa có thể tạo động lực cho một nỗ lực thay đổi khác. Lãnh đạo đảng Lao động Andrew Little đồng ý rằng việc thảo luận về quốc kỳ như một phần của các cuộc tranh luận về hiến pháp là phù hợp sau khi triều đại của Nữ hoàng Elizabeth II kết thúc.